# Reinhardskirche (Hanau)

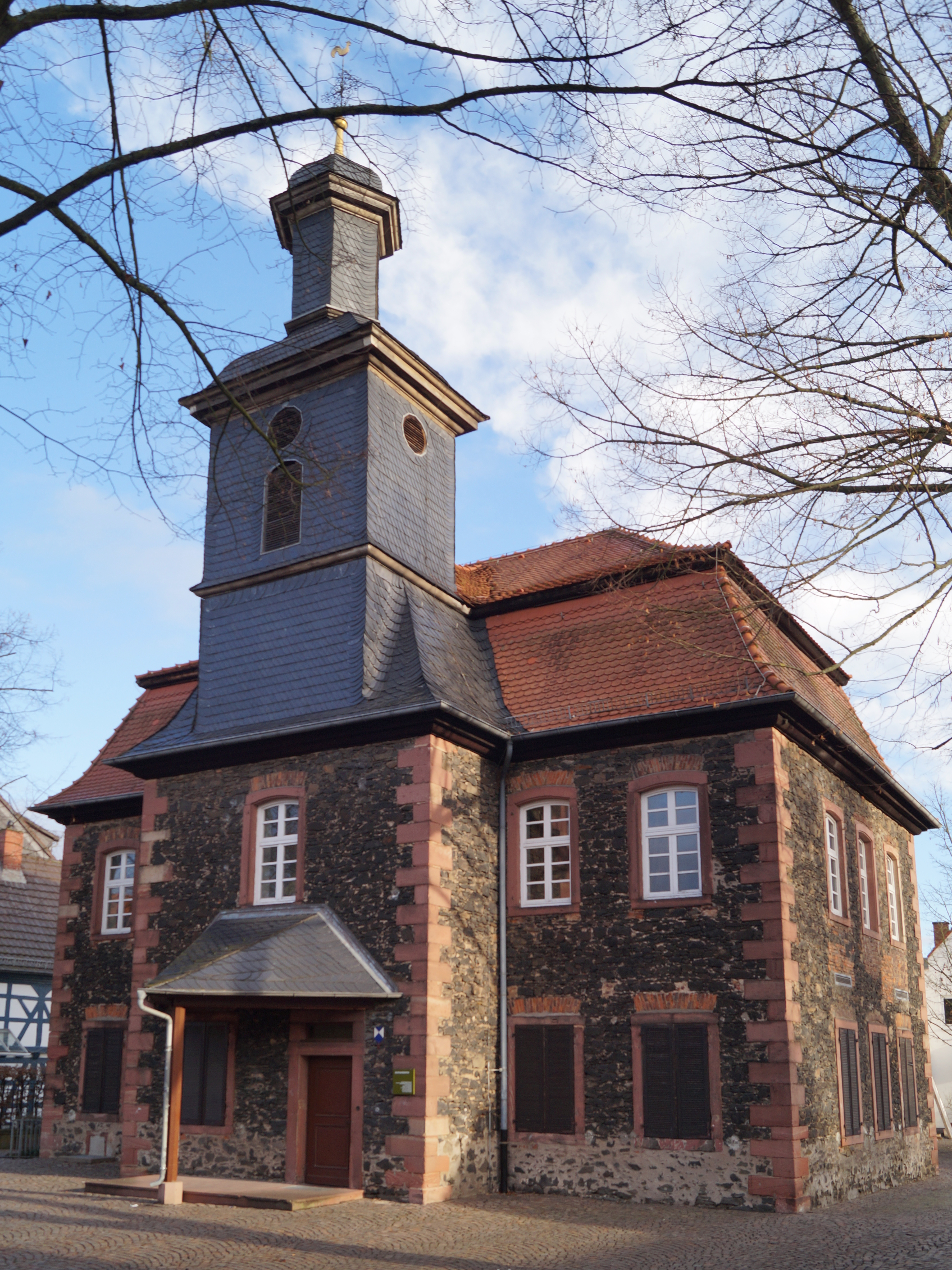
Reinhardskirche Hanau-Kesselstadt

Die Reinhardskirche wurde im damaligen Dorf Kesselstadt, einem heute zu Hanau gehörenden Stadtteil, 1734 unter der Regentschaft von Graf Johann Reinhard III. – daher der Name – als lutherische Kirche erbaut. Sie enthielt auch eine Schulstube und eine Schulmeisterwohnung.
Die Reinhardskirche war die zweite Kirche von Kesselstadt. Die mittelalterliche Dorfkirche war im Ende des 16. Jahrhunderts reformiert geworden. Sie stand im Bereich der heutigen Friedenskirche. Mit der Hanauer Union von 1818 wurde diese konfessionelle Doppelstruktur überflüssig. Die Kirche wurde nun für gottesdienstliche Zwecke aufgegeben. Um die zuvor nach den Konfessionen benannten Kirchengebäude weiter unterscheiden zu können, wurde das der „Lutherischen Kirche“ nun „Reinhardskirche“ genannt. 1837–1838 erfolgte der Einbau einer Ratsstube, einer Schulstube und einer Lehrerwohnung. 1976 wurde das Gebäude zum Bürgerhaus umgebaut.